# (8028) Joeengle
(8028) Joeengle  es un asteroide del cinturón principal perteneciente al cinturón de asteroides, región del sistema solar que se encuentra entre las órbitas de Marte y Júpiter.
Fue descubierto el 30 de agosto de 1991 por Robert H. McNaught desde el Observatorio de Siding Spring.

## Designación y nombre
Designado provisionalmente como 1991 QE, fue nombrado por el piloto de pruebas de la Fuerza Aérea Joe Engle (1932-2024) quien fue el octavo piloto en volar el North American X-15 y realizó un total de 16 vuelos. Recibió alas de astronauta de la Fuerza Aérea por un vuelo que lo llevó a 85500 metros. Engle también voló en el transbordador espacial, convirtiéndose en la única persona que llegó al espacio antes de ser seleccionada como astronauta.

## Características orbitales
Joeengle está situado a una distancia media del Sol de 3,120 ua, pudiendo alejarse hasta 3,767 ua y acercarse hasta 2,472 ua. Su excentricidad es 0,208 y la inclinación orbital 23,313 grados. Emplea 2012,65 días en completar una órbita alrededor del Sol.
Los próximos acercamientos a la órbita de Júpiter ocurrirán el 5 de febrero de 2028, el 23 de agosto de 2099 y el 6 de marzo de 2171.

## Características físicas
La magnitud absoluta de Joeengle es 12,32. Tiene un diámetro de 19,123 km y un albedo de 0,058.